# إبرمانشتات
ابرمان‌اشتات (بالألمانية: Ebermannstadt) هي بلدة ألمانية تقع في ألمانيا في بافاريا. يقدر عدد سكانها بـ 6,783 نسمة .

## أعلام
- فرانز جوزيف أوش